# Cyclocephala suturalis
Cyclocephala suturalis är en skalbaggsart som beskrevs av Ohaus 1911. Cyclocephala suturalis ingår i släktet Cyclocephala och familjen Dynastidae. Inga underarter finns listade i Catalogue of Life.